# Opisthograptis mimulina
Opisthograptis mimulina là một loài bướm đêm trong họ Geometridae.